# Raider scout
Les Raiders scouts sont une innovation des scouts de France, lancée en 1947, par Michel Menu, alors commissaire national éclaireur. Elle visait à une modernisation de la branche éclaireur des Scouts de France. Actuellement, plusieurs initiatives se réclament des raiders dans le scoutisme.

## Pourquoi les raiders?
À la sortie de la guerre, Michel Menu est un jeune officier de la résistance, lorsqu'il se voit proposer la place de commissaire national éclaireur, il demande le temps de faire un bilan de l’état du mouvement. Il visite ainsi de nombreuses unités. Son verdict tombe : le scoutisme va mal. Les chefs sont mal formés et les jeunes mal encadrés, le scoutisme d’avant-guerre avec son imaginaire mythique autour du chevalier du Moyen Âge (distinction de « Chevaliers de France ») ou de l'indianisme (totémisation) a vieilli. La guerre, la rencontre des troupes américaines stationnées en France changent la donne, les débuts de la société de consommation sont là, les jeunes sont fascinés par la modernité, particulièrement les aînés de la branche éclaireur (15-17 ans) qui sont peu nombreux dans le mouvement. Michel Menu va alors proposer une réponse à ces jeunes en s'inspirant des Eagle-Scouts américains, une étape supplémentaire dans la progression individuelle, mais aussi l'idée d'une progression collective, celle de la troupe.
Le terme de raiders renvoie directement aux Raiders du général britannique Wingate (1903-1944) qui créa en Birmanie des commandos parfaitement adaptés à la survie dans la jungle et à la lutte contre les Japonais. La référence britannique était certainement préférable, dans le contexte de l'époque, à une théorie venue des États-Unis. 
Michel Menu, aidé du R.P. Jean Rimaud et de Marcel Leclerc (insigne raider n°2) (équipe nationale des Scouts de France) 
lance officiellement les raiders par un numéro spécial de la revue SCOUT en janvier 1949. L'enthousiasme est la réponse immédiate.
Les premières troupes à se lancer dans l’aventure sont : 27e Paris, 1re Saint-Cloud, 54e Paris, 83e Paris, 7e Neuilly, 29e Paris.
La première investiture raider se déroule à Paris le 8 juin 1949 et le commissaire national Éclaireurs organisa le premier rallye raider à Combrit en 1951.

## L'aventure raider
Un projet raider vise à élever le niveau de la troupe sur tous les points en s’appuyant beaucoup sur les aînés. Les troupes Raiders-Scouts se doivent d'améliorer sans cesse leur technique et de rester bons en tout et d'abord dans l'approfondissement de la foi. Chez les Raiders, les exploits et l'excellent niveau technique ne doivent pas être un but, mais seulement un moyen. Il ne peut y avoir de troupe raider sans scout raider et vice-versa. 

- Pour qu’une troupe obtienne la qualification raider, elle doit :
  - exister depuis deux ou trois ans
  - avoir, dans toutes ses patrouilles deux scouts de 2e classe et deux autres de 1re classe (au lancement des raiders, on estimait à 150 le nombre de scouts de 1re classe sur toute la France, c’est dire si l’objectif était ambitieux). Tous les scouts de la patrouille doivent progresser individuellement en obtenant un certain nombre de badges ou brevets fixés dans leur programme.
  - se constituer une « base » de haute tenue
  - avoir un chef stable formé à Chamarande.
  - avoir un aumônier effectif.

- Pour qu’un scout soit investi raider, il doit :
  - être membre d'une troupe raider
  - posséder sa première classe
  - obtenir trois brevets raider : woodcrafts, missionnaire et, au choix sauveteur, sportif, conducteur-mécanicien (puis Michel Menu suggère dans son ouvrage « raiders pour l’an 2000 » de le remplacer par communication), liaison ou forestier (par la suite, d’autres brevets seront créés et le parcours pourra être diversifié).

Les programmes pour l’obtention des qualifications raider étaient rédigés par les candidats, approuvé par le QG (quartier général), la cour d’honneur décidait si les objectifs avaient été atteints.
Alors, les scouts de première classe étaient investis raiders, ils portaient sur la poitrine, à droite au-dessus de la poche, l’insigne raider : une croix en métal argenté et numérotée, potencée dans une bouée de sauvetage (pour sauver) portée par deux ailes (pour voler au secours). Les 1ères classes de la troupe, sur décision de la cour d'honneur, pouvaient porter le béret vert à deux rubans, de type commando. Toute la troupe portait sur le haut de la manche gauche la bande raider scout au numéro de la troupe, brodé en rouge.
Dans le cadre d'une progression collective plus réduite en participants, il existait la Division Kim. C'était une phase préparatoire ou un substitut délibéré à la qualité raider aux choix d'une patrouille. Pour une patrouille de pointe dans sa troupe, l’objectif nécessitait la réunion d’une première classe, de trois seconde classe, d’un certain nombre de brevets visant une spécialité. Les insignes d'une Patrouille Kim sont une étoile d’or sur un fourreau noir en patte d’épaule droite et une bande de couleur de la spécialité : intervention (noire), jungle (vert), pilote, sauvetage, etc. au-dessus de la poche. Il y eut des options Kim en Suisse.

## Un bilan possible de l’aventure raider?
Les EDF hésitèrent puis eurent quelques « troupes pilotes » mais se tinrent à l'écart. Les éclaireurs français essayèrent la formule en conservant le terme raider. Les raiders SDF connurent un grand succès, environ 10 % des 50 000 éclaireurs SDF étaient membres d’une troupe raider en 1956 et plus de 400 troupes SDF auraient été investies de 1949 à 1964 (la 3e Villemomble en juin 1964 par exemple), soit plus de 5 000 investitures individuelles (Michel Menu évoque 467 troupes investies de 1949 jusqu'aux années 1960/70, certaines troupes comme la 4e Moulins auraient en effet été investies raider sans l'aval officiel  du QG des SDF). La qualité du scoutisme pratiqué dans l’ensemble du mouvement s’en ressentit, l’objectif de retenir les aînés était atteint. Les lancements des patrouilles libres (les foulards noirs) et de la campagne cadres verts dans la même ligne furent aussi couronnés de succès.
Malgré cela, l’aventure raider reste sujette à polémique.
Si Michel Menu disait que l'investiture raider était à la portée « de toutes les bonnes volontés », elle n’en demeurait pas moins exigeante autant de la part des chefs que des scouts, peu de troupes purent y parvenir. Peu d’aide était offerte, la création, en 1954, de la division Kim, première marche d’amélioration pour l’accession au statut de raider, ne permit pas de combler le fossé qui se creusait entre raiders et non-raiders. Bien qu'ils s'exportent en Italie, Argentine, Canada ou encore en Belgique avec les leaders-scouts, l’incapacité des raiders à se diffuser au-delà d'une élite fut une des causes de leur arrêt.
Par ailleurs, les raiders furent souvent donnés en exemple, glorifiés. Plus encore que dans les déclarations de Menu, la littérature apologétique comme la série « rubans noirs » dans la collection Signe de Piste, n’hésitait pas à opposer le scoutisme traditionnel plan-plan, fade au scoutisme modernisé et dynamique des raiders. Une telle opposition, si elle passait par le dénigrement, ne pouvait qu’encourager la jalousie.
Enfin, le modèle du commando était-il acceptable pour les scouts de France ? L’image du parachutiste n’était pas exempte de défauts, et si elle était très bonne à la sortie de la Seconde Guerre mondiale, elle allait beaucoup souffrir de la guerre d’Algérie (1954-1962).
Au-delà de l’aventure formidable qu’elle a été pour des milliers de garçons, devenir raider pour un scout ou une troupe pouvait mener à une impasse, l'imaginaire du commando étant moins répandu et même vu de façon hostile, vers 1960, par la majorité de la population. Il y avait eu dès la fin des années 50 des essais d'adaptation comme à Copainville. En 1964, le lancement des pionniers de François Lebouteux avait pour but, entre autres, de donner le dynamisme des raiders à l’ensemble du mouvement, ce qu’il ne réussit pas. C’est à ce moment que les raiders furent de facto abandonné.
Reste que l'aventure raider, qu'on peut qualifier de quasi-réussite dans la perspective de Michel Menu, montre la capacité d'adaptation du scoutisme à une époque déjà lointaine.

## Postérité des raiders
La  FSE propose actuellement un programme raider se réclamant abondamment du programme de Michel Menu. Les ENF peuvent, selon le cérémonial, investir des raiders, mais la proposition de cette option est peut-être un vœu pieux. D’autres initiatives plus marginales se réclament des raiders (tentatives isolées et officieuses chez les SUF).